# ジェイク・ウェズリー・ロジャース
ジェイク・ウェズリー・ロジャース（英語: Jake Wesley Rogers、1996年12月19日 - ）は、アメリカ人の歌手、ソングライター。

## バイオグラフィー
ミズーリ州のスプリングフィールドで育ち、6歳でギターを学び、12歳でピアノとボイストレーニングを始めた。若い頃、レディー・ガガやネリー・ファータドなどのアーティストのコンサートに参加した。6年生のときにゲイであることをカミングアウトし、家族は協力的だったが、故郷の文化的風土のために自分の性的指向を隠さなければならないと感じていた。
18歳のときにナッシュビルに移り、ベルモント大学で作詞作曲を学んだ。2018年に卒業。

## ディスコグラフィー

### EP
| タイトル  | アルバム詳細 |
| --------- | --- |
| Evergreen | - 発売日: 2017 年 6 月 16 日 - フォーマット: デジタル ダウンロード、ストリーミング - レーベル：セルフリリース                           |
| Spiritual | - 発売日: 2019年4月5日 - フォーマット: デジタル ダウンロード、ストリーミング - レーベル：セルフリリース                                 |
| Pluto     | - 発売日: 2021 年 10 月 1 日 - フォーマット: デジタル ダウンロード、ストリーミング - レーベル： ファセット レコード/ワーナー・レコード  |
| LOVE      | - 発売日: 2022 年 10 月 21 日 - フォーマット: デジタル ダウンロード、ストリーミング - レーベル： ファセット レコード/ワーナー・レコード |

### シングル
| シングル                | 年   | 収録アルバム |
| ----------------------- | ---- | ------------ |
| "You Should Know"       | 2017 | Evergreen    |
| "Jacob From the Bible"  | 2019 | Spiritual    |
| "Little Queen"          | 2019 | Spiritual    |
| "Middle of Love"        | 2021 | Pluto        |
| "Momentary"             | 2021 | Pluto        |
| "Weddings and Funerals" | 2021 | Pluto        |